# Dolors Altaba
Dolors Altaba i Artal (Barcelona, 22 de abril de 1934) es una gemóloga, pintora y escritora española, hija del político Ricard Altaba y Planuch.

## Biografía
Al terminar la guerra civil española marchó al exilio con sus padres, primero en Francia y luego en México. Inició sus estudios en el Colegio Ruiz de Alarcón, en el American College y en la Academia Fitz Gibbons de Ciudad de México, ciudad donde también aprendió inglés -en la delegación de la Universidad de Cambridge-, alemán -en la delegación del Instituto Goethe- y francés -en la delegación de la Universidad de Toulouse-. Esto le permitió trabajar como profesora de idiomas durante muchos años, al tiempo que también trabajaba en la joyería de su padre. Interesada también por la pintura, estudió decoración en la Universidad Femenina de México.
Cuando su familia volvió a Barcelona en los años sesenta continuó los estudios de decoración en la Escuela de Bellas Artes de Barcelona. Después estudió filología catalana y gemología en la Universidad de Barcelona, trasladándose a Los Ángeles (California) a ampliar estudios en la Gemological Institute of America. En 1983 se graduó en filología inglesa en la Universidad de California en San Diego, donde también estuvo trabajando como profesora de idiomas. Ha hecho exposiciones de sus cuadros en Barcelona y México.

## Obras
- El misterio de las gemas en la revista Gemología (Mèxic)
- Tales for a infants
- Aphra Behn's Progressive Dialogization of the Spanish Voice (1992)
- Aphra Behn's English Feminism: Wit and Satire (1999) ISBN 978-1575910291
- Action & Reaction: Proceedings of a Sumposium to Commemorate the Tercentenary of Newton's Principia (1993) amb Paul Theerman, i Adele F Seeff, ISBN 9780874134469
- Ariel Ruiz i Altaba: Embryonic Landscapes (2003) amb Ariel Ruiz i Altaba, Cristian Ruiz Altaba i Elena Álvarez-Buylla, ISBN 978-8495273451